# Roman Moravec
Roman Moravec (30. prosince 1950, Bratislava – 2. listopadu 2009, Bratislava) byl československý atlet slovenské národnosti, který se specializoval na skok do výšky. Působil také jako vysokoškolský pedagog kinantropologie s hodností profesora.

## Sportovní kariéra
V roce 1971 dvakrát překonal československý rekord a jako první výškař v Československu překonal 220 cm.
V roce 1972 skončil osmý (214 cm) na halovém ME ve francouzském Grenoblu. V témže roce reprezentoval společně s dalším výškařem Jaroslavem Alexou na letních olympijských hrách v Mnichově. Oběma se však nepodařilo dostat do finále, když neprošli kvalifikací. Moravec překonal napoprvé 212 cm, k postupu však bylo zapotřebí skočit výšku o tři centimetry výše.
Třikrát se zúčastnil ME v atletice (Helsinky 1971, Řím 1974, Praha 1978). Jeho největším úspěchem byla bronzová medaile, kterou získal na světové letní univerziádě v Moskvě v roce 1973. Zlatou medaili zde mj. získal výškař Vladimír Malý.
Pětkrát vybojoval titul mistra Československa na dráze a dvakrát v hale.

## Soukromý život
Po ukončení atletické kariéry pracoval jako pedagog na Fakultě tělesné výchovy a sportu v Bratislavě (FTVŠ) na katedrách atletiky a sportovní kinantropologie. V rámci Ústavu věd o sportu FTVŠ UK se věnoval též vědecké činnosti a získal titul profesora.
Zemřel ve věku 58 let.